# Santiago (Pasto)

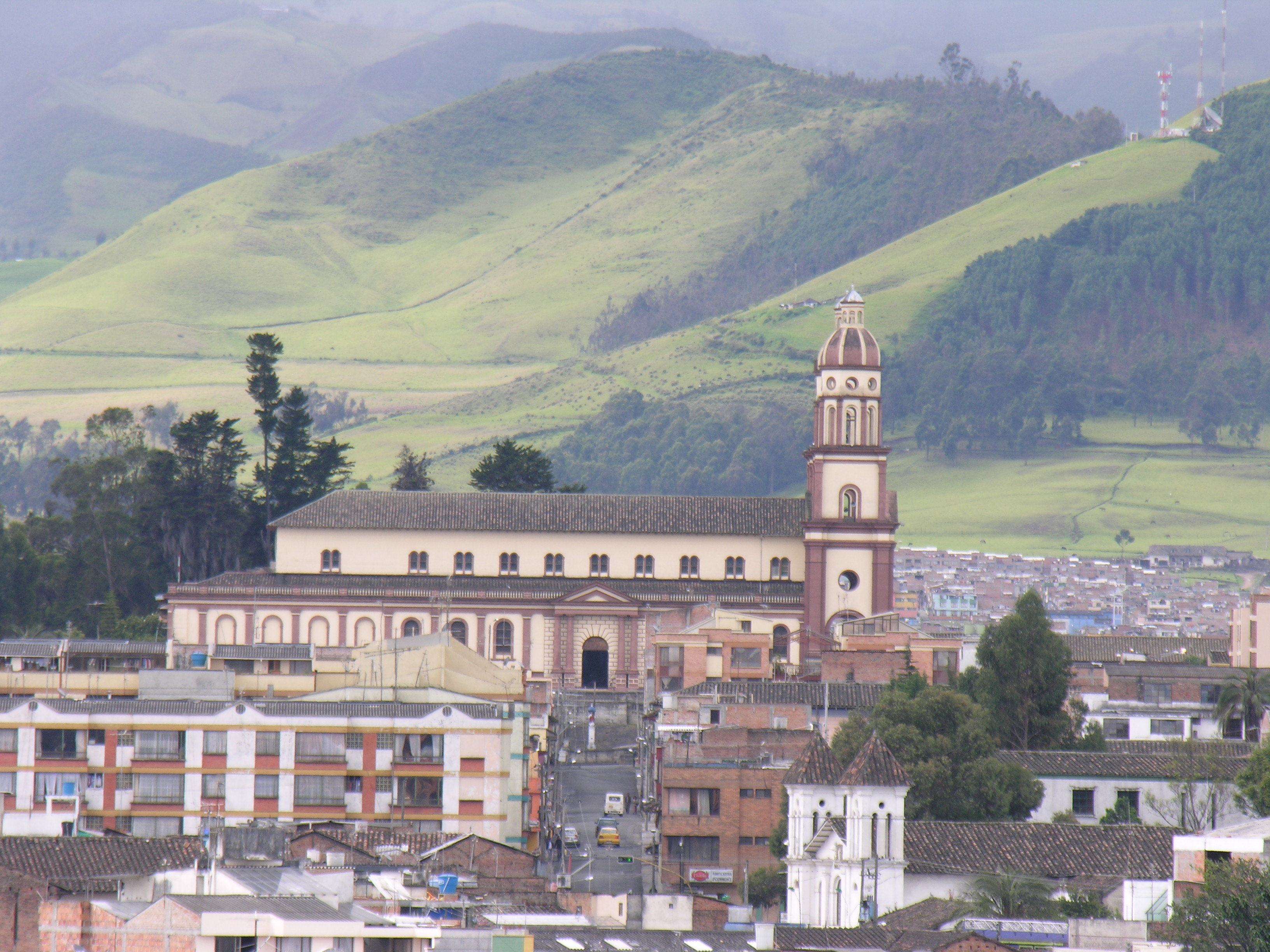
Die Iglesia Santiago von Nordwesten her gesehen (im Vordergrund mittig die Calle 13)

Die römisch-katholische Iglesia Santiago Apóstol ist eine Jakobskirche in Pasto, Kolumbien.

## Beschreibung
Die Kirche Santiago befindet sich bei einem Kapuzinerkloster auf einer Anhöhe südwestlich des alten Stadtkerns von Pasto. Der Grundstein der Kirche wurde 1894 gelegt, eingeweiht wurde die Kirche 1897. Sie hat drei Schiffe und zwei Türme. Im Innern finden sich Ölgemälde von Heiligen und von Franziskanern. Die Kirche ist eine Einrichtung (Parroquia) des Bistums Pasto.
Vor dem Eingang der Kirche befindet sich eine Franz von Assisi–Skulptur von Marceliano Vallejo. Freitreppen führen auf den Parque de Santiago (Santiago–Park) hinab. Dort halten Busse der SETPasto–Linie C6.